# QB50P2
QB50P2 (nach dem Start auch European-OSCAR 80, EO-80) ist ein belgischer 2U-Cubesat und Amateurfunksatellit, der unter der Leitung des „Von Karman Institut für Strömungsmechanik“ unter Mitarbeit der niederländischen Firma ISIS BV entwickelt wurde. QB50P1 und QB50P2 sind Vorabmissionen des Satellitenprogramms QB50. Dieses Satellitenprogramm wurde durch das Forschungsrahmenprogramm FP7 der Europäischen Kommission finanziert.

## Mission
Der Satellit wurde am 19. Juni 2014 bei einem Cluster-Start von insgesamt 37 Satelliten vom Kosmodrom Jasny mit einer Dnepr-Trägerrakete gestartet.
Die primäre Funktion des Satelliten ist das Testen der Systeme für die CubeSats der QB50-Mission.
Das betrifft die Baugruppen:
- Lagebestimmung und Lageregelung
- Massenspektrometer
- Sauerstoffflusssonde,
- Steuerungssoftware
- Aussetzmechanismus (Quadpack Deployer).

Zusätzlich trägt der Satellit einen Repeater, der von der AMSAT-Frankreich gebaut wurde. Der Repeater ist eine Gegenleistung für die Unterstützung und die Nutzung der Amateurbänder durch die primäre QB50-Mission. Der Transponder wurde am 16. Juni 2015 aktiviert.

## Frequenzen
- 145,880 MHz 1200 Bd BPSK oder CW Telemetrie (Bake)
- 435/145 MHz FM-Umsetzer (Uplink-Frequenz noch nicht veröffentlicht)
- 145,840 MHz Downlink (auch für 9600 Bd FSK Datenübertragung)